# HD 89490
HD 89490，又名BD-04 2840，SAO 137490、HR 4059，是一颗恒星，视星等为6.37，位于銀經248.44，銀緯41.16，其B1900.0坐标为赤經10h 14m 30.1s，赤緯-4° 41.16′ 9″。